# Rajaka
Rajaka is een bestuurslaag in het regentschap West-Soemba van de provincie Oost-Nusa Tenggara, Indonesië. Rajaka telt 1851 inwoners (volkstelling 2010).